# たけうちちひろ
たけうちちひろ/Chihiro Takeuchi （1971年2月15日 - ）は、日本の絵本作家、切り絵作家、イラストレーター。

## 略歴
大阪府生まれ。武蔵野美術短期大学卒業。切り絵による作品を制作。現在大阪府在住。2015,2016年度ボローニャ国際絵本原画展入選。枚方市PR大使。
こども造形絵画教室おえかきひろば代表。
地域新聞社にて編集・デザインを担当。2007年退社後、こども造形絵画教室おえかきひろばを大阪・京都中心に開講。その他、企業や幼稚園、小学校、障害者福祉事業所等の工作指導・ワークショップ企画、工作本の監修など手がける傍ら、自らの作家活動にも励む。2015年、2016年イタリア・ボローニャ国際絵本原画展入選後、国内外で絵本を出版。2018年3月8日「国際女性デー」には世界12人の女性アーティストに選出され「Google anniversary Logo」を制作。

## 主な作品

### 絵本
- 「おおきいちいさい」（BL出版）（2022/7）
- 「だれのほね？2ぼくたちきょうりゅう」（出版ワークス）
- 「みんなのいちにち」（アリス館）（2021/11）
- 「Colors」「Animals」「ABC」/Candlewick Press
- 「WHOSE BONES? 』/Boje Verlag (2021)
- 「WHOSE BONES?」Berbay books（2020/10）/Candlewick Press （2022）
- 「ABC」Berbay books（2021/02）
- 「Chache Chache Colours」/Saltimbanque editions（2020/6）
- 「Animals」Berbay books（2019/10）「Animals」Candlewick Press （2020/09）
- 「だれのほね？」出版ワークス （2020/6）
- 「Colours」Berbay books（2019/02）/「Colors」Candlewick Press （2019/09）
- 「ぼくのさがしもの」出版ワークス （2017/10）
- 「Can you find my robot's arm?」Tundra books /Penguin Randam House（2017/07）
- 「ぼくのつくりかた[3]」出版ワークス （2017/04）
- 「The fantastic recipe machine」Berbay books（2017/02）
- 「la mia fabbrica」（2016/09）
- 「Ca se fabrique peut-être comme ça」Rue de monde（2016/09）
- 「Can you find my robot's arm?」Berbay books 　（2015/12）

### 実用書
- 「世界一たのしい切り紙ブック」Kadokawa （2020/8）
- 「12か月を楽しめる はじめての切り紙」日本ヴォーグ社 （2015）
- 「かわいい切り紙BOOK」日本ヴォーグ社（2014）
- 「保育の切り紙・製作まるごとBOOK」ひかりのくに社（2014）
- 「一年中たのしめるはじめての切り紙」日本ヴォーグ社（2013）
- 「あそべる　つかえる　小学生のヒラメキ工作」日本ヴォーグ社（2013）
- 「かんたんあたらしいはじめての切り紙」日本ヴォーグ社（2012）
- 「牛乳パックで作る　おしゃれな箱とかわいい小物」 日本ヴォーグ社（2012）
- 「かんたん　たのしい　小学生のエコ工作」日本ヴォーグ社（2011）
- 「かんたん楽しいはじめての切り紙」日本ヴォーグ社（2011）

## 受賞歴
- 2017 - NY" Society of Illustrators"  The Original Art(Year's best children's books）
- 2016 - イタリア・ボローニャ国際絵本原画展入選
- 2015 - イタリア・ボローニャ国際絵本原画展入選
- 2013 - 二科展デザイン部入選